# Romanones
Romanones település Spanyolországban, Guadalajara tartományban. Romanones Valfermoso de Tajuña, Irueste, Peñalver, Tendilla, Armuña de Tajuña, Horche és Lupiana községekkel határos. Lakosainak száma 118 fő (2024).

## Népesség
A település népessége az utóbbi években az alábbiak szerint változott:
| Lakosok száma | 130  | 127  | 141  | 129  | 131  | 119  | 120  | 99   | 104  | 118  |
|               | 2001 | 2004 | 2006 | 2009 | 2011 | 2014 | 2016 | 2019 | 2021 | 2024 |